# استفانو پاسترلو
استفانو پاسترلو (انگلیسی: Stefano Pastrello؛ زادهٔ ۱ ژانویهٔ ۱۹۸۴) بازیکن فوتبال اهل ایتالیا است.
از باشگاه‌هایی که در آن بازی کرده‌است می‌توان به باشگاه فوتبال هلاس ورونا و باشگاه فوتبال آ.ث. میلان اشاره کرد.
وی همچنین در تیم ملی فوتبال زیر ۱۶ سال ایتالیا  بازی کرده‌است.